# Cinque minuti
Cinque minuti è un programma televisivo italiano di genere talk show, politico e rotocalco, in onda su Rai 1 dal 27 febbraio 2023 in access prime time dal lunedì al venerdì dalle ore 20:30 alle 20:35, ideato e condotto da Bruno Vespa.

## Il programma
Il programma, nato dalla volontà di Bruno Vespa di riequilibrare l'informazione della televisione pubblica, da lui considerata poco equilibrata e poco moderata, consiste in una striscia quotidiana incentrata sui fatti del giorno e la stringente attualità, caratterizzata dalla durata di soli cinque minuti (da cui il titolo). 
In ciascuna puntata vi sono uno o più ospiti inerenti al tema scelto, presenti in studio oppure collegati in video-conferenza, provenienti dal mondo della politica, della cronaca, del costume o dello spettacolo. Il tempo a disposizione nella puntata è scandito attraverso il logo posto in sovrimpressione, nel quale la lettera "Q" presente nella parola "Cinque" è stilizzata come un microfono e cambia progressivamente colore al suo interno, ricordando una clessidra.

### Messa in onda
Analogamente alle precedenti e similari rubriche d'approfondimento trasmesse nella medesima fascia (Il Fatto con Enzo Biagi dal 1995 al 2002, Batti e ribatti dal 2004 al 2005, Dopo TG1 con Clemente Mimun nel 2006 e Qui Radio Londra con Giuliano Ferrara nel 2011 e nel 2012), il programma va in onda immediatamente dopo l'edizione serale del TG1 delle 20:00, dal lunedì al venerdì. 
Il programma è realizzato presso lo studio 5 del Centro di produzione TV Raffaella Carrà di Roma, lo stesso nel quale viene realizzato dal 1996 il programma più celebre di Vespa, Porta a Porta.

### Fatti rilevanti
- Nella prima puntata, andata in onda il 27 febbraio 2023, Bruno Vespa ha avuto come ospite, anche se in collegamento, la presidente del Consiglio in carica Giorgia Meloni (la quale ha poi preso parte alla trasmissione anche in altre puntate, presenziando in studio).
- In diverse puntate è stato ospite Matteo Salvini, in carica come Ministro delle infrastrutture e dei trasporti; ha suscitato particolare attenzione la puntata del 22 marzo 2023, nella quale Salvini ha illustrato un nuovo progetto di ponte sullo stretto di Messina[6][7] avvalendosi in studio di un plastico dimostrativo, analogamente a quanto già accaduto nel 2001 con Silvio Berlusconi e lo stesso Vespa a Porta a Porta[8].
- Nella puntata del 12 giugno 2023, giorno della scomparsa di Silvio Berlusconi, sono stati riproposti degli spezzoni di alcune sue ospitate a Porta a Porta, intervallate da un personale ricordo di Bruno Vespa.

## Edizioni
| Edizione | Anno      | Conduzione  | Periodo           | Periodo        | Puntate | Regia            | Studio                                                     |
| Edizione | Anno      | Conduzione  | Inizio            | Fine           | Puntate | Regia            | Studio                                                     |
| -------- | --------- | ----------- | ----------------- | -------------- | ------- | ---------------- | ---------------------------------------------------------- |
| 1ª       | 2023      | Bruno Vespa | 27 febbraio 2023  | 23 giugno 2023 | 78      | Sabrina Busiello | Studio 5 del Centro di produzione TV Raffaella Carrà, Roma |
| 2ª       | 2023-2024 | Bruno Vespa | 11 settembre 2023 | 13 giugno 2024 | 177     | Sabrina Busiello | Studio 5 del Centro di produzione TV Raffaella Carrà, Roma |
| 3ª       | 2024-2025 | Bruno Vespa | 10 settembre 2024 | 13 giugno 2025 | 171     | David Marcotulli | Studio 5 del Centro di produzione TV Raffaella Carrà, Roma |

## Programmazione
| Edizione | Rete televisiva | Anno      | Stagione         | Orario      | Durata | Programmazione | Programmazione | Programmazione | Programmazione | Programmazione | Programmazione | Programmazione | Collocazione      |
| Edizione | Rete televisiva | Anno      | Stagione         | Orario      | Durata | L              | M              | M              | G              | V              | S              | D              | Collocazione      |
| -------- | --------------- | --------- | ---------------- | ----------- | ------ | -------------- | -------------- | -------------- | -------------- | -------------- | -------------- | -------------- | ----------------- |
| 1ª       | Rai 1           | 2023      | inverno-estate   | 20:30-20:35 | 5 min  |                |                |                |                |                |                |                | Access prime time |
| 2ª       | Rai 1           | 2023-2024 | estate-primavera | 20:30-20:35 | 5 min  |                |                |                |                |                |                |                | Access prime time |
| 3ª       | Rai 1           | 2024-2025 | estate-primavera | 20:30-20:35 | 5 min  |                |                |                |                |                |                |                | Access prime time |

## Sigla
La sigla del programma è Cinque minuti e poi..., brano di Maurizio Arcieri del 1968.